# زيجيانغ إم99 (بندقية)
زيجيانغ إم 99 Zijiang M99 (او القناصة الصينية كما هي معروفة عربيا) هي بندقية قناصة نصف آلية مضادة للعتاد تم طرحها لأول مرة في عام 2005. ومنذ ذلك الحين تم استخدامه من قبل القوات البحرية ومشاة البحرية التابعة لجيش التحرير الشعبي في عمليات مكافحة القرصنة في القرن الإفريقي وخليج عدن، وشوهدة مع مختلف القوات المعارضة في سوريا الحرب الأهلية السورية. وهي من صناعة شركة Zijiang Machinery
تتميز انها توفر الحماية للقناص من ردة السلاح في جسده، كما تعمل على تقليل الانحراف أثناء الإطلاق وبالتالي زيادة الدقة

## المواصفات
تتمير البندقية بعدد من المواصفات منهاː 
- النوع: بندقية قنص مضادة للدروع والعتاد
- العيار: 12.7x99mm
- الوزن: 26.5 lbs (12 kg)
- الطول: 58.3 in (148 cm)
- طول البرميل: 31.5 in (80 cm)
- القدرة : 5, 10 rounds
- سرعة الفوهة: 2625 ft/s (800 m/s)
- الحد الأقصى لنطاق إطلاق النار: 0.9 - 1.1 mi (1.5-1.7 km)
- أوضاع إطلاق النار: نصف آلية

## الاستخدام
- الصين: بحرية جيش التحرير الشعبي[3] and People's Liberation Army Marine Corps[3][7]
- كردستان العراق[2]
- ميانمار: جيش ميانمار فرقة القناصة ووحدات في كتائب المشاة الخفيفة[8] s
- قطر[9]

### الاستخدام من المنظمات
- Free Syrian Army[10]
- Islamic State[11]
- ميانمار جيش ولاية وا المتحدة [الإنجليزية]
- كتائب الشهيد عز الدين القسام في قطاع غزة خلال عملية طوفان الأقصى عام 2023[6]

## انظر ايضا
- باريت إم82
- شتاير إتش إس 50
- بندقية الغول